# Aphidura prinsepiae
Aphidura prinsepiae är en insektsart. Aphidura prinsepiae ingår i släktet Aphidura och familjen långrörsbladlöss. Inga underarter finns listade i Catalogue of Life.